# San Calogero
San Calogero (tiếng Hy Lạp: Aghios Kalogeros) là một đô thị ở tỉnh Vibo Valentia trong vùng Calabria, có cự ly khoảng 60 km về phía tây nam của Catanzaro và khoảng 13 km về phía tây namcủa Vibo Valentia. Tại thời điểm ngày 31 tháng 12 năm 2004, đô thị này có dân số 4.571 người và diện tích là 25,1 km².
San Calogero giáp các đô thị: Candidoni, Filandari, Limbadi, Mileto, Rombiolo.